# Larry van Wieren Cup
Het toernooi om de Larry van Wieren Cup is een Nederlandse ijshockeycompetitie georganiseerd door de nationale ijshockeybond NIJB. Het toernooi wordt gespeeld door eredivisieclubs die uitgeschakeld zijn voor de play-offs om het landskampioenschap en de beste teams uit de eerste divisie. Het toernooi is vernoemd naar oud-ijshockeyer Larry van Wieren. 
De eerste cup werd in 2014 gewonnen door de Eaters Geleen. 